# Torneo de Amberes 2015
El Diamond Games Proximus 2015 (conocido como BNP Paribas Fortis Diamond Games 2015 por razón de patrocinio) es un torneo de tenis jugado en canchas duras bajo techo. Será la octava edición de los Proximus Diamond Games, y será parte de los torneos de la WTA Premier de la WTA Tour 2015. Se llevará a cabo en el Sportpaleis Merksem en Amberes (Bélgica) entre el 9 y el 15 de febrero de 2015.

## Cabezas de serie

### Individuales femeninos
| Tenista              | Ranking | Preclasificada |
| Eugenie Bouchard     | 7       | 1              |
| Angelique Kerber     | 10      | 2              |
| Andrea Petkovic      | 12      | 3              |
| Lucie Šafářová       | 15      | 4              |
| Carla Suárez Navarro | 17      | 5              |
| Dominika Cibulková   | 18      | 6              |
| Alizé Cornet         | 19      | 7              |
| Karolína Plíšková    | 22      | 8              |

- Rankings como de 2 de febrero de 2015.

### Dobles femeninos
| Tenista                          | Ranking | Preclasificada |
| Hsieh Su-wei Sania Mirza         | 11      | 1              |
| Chan Hao-ching Květa Peschke     | 37      | 2              |
| Andrea Hlaváčková Lucie Hradecká | 38      | 3              |
| Timea Babos Kristina Mladenovic  | 39      | 4              |

## Campeones

### Individuales femeninas
Andrea Petković venció a  Carla Suárez Navarro por w/o

### Dobles femeninas
Anabel Medina Garrigues /  Arantxa Parra Santonja vencieron a  An-Sophie Mestach /  Alison Van Uytvanck por 6-4, 3-6, [10-5]